# Los Angeles Chargers
O Los Angeles Chargers é um time profissional de futebol americano baseado na região metropolitana de Los Angeles, na costa oeste dos Estados Unidos. Os Chargers competem na National Football League (NFL) como membros da Divisão Oeste da American Football Conference (AFC).
O time foi fundado em 14 de agosto de 1959 e começou a jogar em 10 de setembro do mesmo ano, na temporada de 1960 da American Football League (AFL), e jogou sua primeira temporada em Los Angeles, antes de se mudar para San Diego em 1961 e se tornarem o San Diego Chargers. Os Chargers se juntaram a National Football League logo após a Fusão AFL-NFL em 1970, e passou a mandar seus jogos no SDCCU Stadium. Os Chargers retornariam para Los Angeles em 2017, um ano após os Rams também terem se mudado para a cidade, vindos de St. Louis. Seu novo estádio passou a ser o Dignity Health Sports Park, mas de forma temporária pois é esperado a inauguração do SoFi Stadium para 2020, onde eles irão partilhar o campo com o LA Rams.
Os Chargers venceram um título da AFL em 1963 e chegou aos playoffs desta liga cinco vezes e a final do campeonato cerca de quatro vezes antes de se juntarem a NFL (em 1970). Nos 43 anos seguintes, os Chargers foram treze vezes aos playoffs da principal liga de futebol americano dos Estados Unidos e tiveram quatro aparições na final de conferência, o AFC Championship game.
Na temporada de 1994, os Chargers tiveram sua melhor temporada da história, triunfando na final da AFC e então enfrentando o San Francisco 49ers no Super Bowl XXIX, perdendo na final da liga por 49 a 26. O time tem oito jogadores e um treinador no Hall da Fama do esporte em Canton, Ohio: o wide receiver Lance Alworth (1962–1970), o defensive end Fred Dean (1975–1981), o quarterback Dan Fouts (1973–1987), o treinador/general manager Sid Gillman (1960–1969, 1971), o wide receiver Charlie Joiner (1976–1986), o offensive lineman Ron Mix (1960–1969), o tight end Kellen Winslow (1979–1987), o linebacker Junior Seau (1990–2002) e o running back LaDainian Tomlinson (2001–2009).

## História

### 1960-1970: os anos da AFL
O Los Angeles Chargers foi fundado junto com outras sete equipes da American Football League em 1959. Em 1960, os Chargers fizeram o primeiro jogo da AFL em Los Angeles. O dono original dos Chargers era o herdeiro do hotel Barron Hilton, filho do fundador da Hilton Hotels, Conrad Hilton.
De acordo com o site oficial do Hall da Fama do Pro Football, Barron Hilton concordou depois que seu gerente geral, Frank Leahy, escolheu o nome Chargers quando comprou uma franquia da AFL para Los Angeles: "Eu gostei porque eles estavam gritando 'charge' e soando a corneta no Dodgers Stadium e nos jogos da USC." Os Chargers inicialmente consideraram jogar no Rose Bowl, mas assinaram um contrato para jogar no Los Angeles Coliseum. Os Chargers passaram apenas uma temporada em Los Angeles antes de se mudarem para San Diego em 1961. De 1961 a 1966, seu estádio foi o Balboa Stadium, em Balboa Park. Em agosto de 1967, eles se mudaram para o recém-construído SDCCU Stadium (então chamado San Diego Stadium), onde jogaram seus jogos em casa até 2016.
Eles jogaram dez anos na AFL antes da fusão da liga na antiga NFL. Seu único treinador nos dez anos de vida da AFL foi Sid Gillman, um membro do Hall da Fama que foi amplamente reconhecido como um grande inovador ofensivo. Os primeiros anos do San Diego Chargers na AFL foram destacados pelo excelente wide receiver Lance "Bambi" Alworth que teve 543 recepções para 10.266 jardas em 11 temporadas na AFL/NFL. Além disso, ele estabeleceu o recorde de mais jogos consecutivos com uma recepção (96) durante sua carreira. Com jogadores como Alworth, Paul Lowe, Keith Lincoln e John Hadl, os Chargers venceram a sua divisão em cinco das primeiras seis temporadas da liga e o título da AFL em 1963, com uma vitória de 51-10 sobre o Boston Patriots. Eles também tinham uma grande defesa que teve o recorde de 49 interceptações em 1961, e contou com Novato do Ano da AFL, Earl Faison. Os Chargers foram os criadores do termo "Foursome Foursome" para descrever sua linha defensiva all-star, ancorada por Faison e Ernie Ladd (este último também se destacou no wrestling profissional). A frase foi posteriormente apropriada por várias equipes da NFL.
Hilton vendeu os Chargers para um grupo liderado por Eugene Klein e Sam Schulman em agosto de 1966. No ano seguinte, os Chargers derrotaram o campeão do Super Bowl III, New York Jets por 34–27 quando o San Diego Stadium recebeu o público recorde de 54.042 em 29 de setembro de 1969. Alworth mais uma vez liderou o time em recepções com 64 e 1.003 jardas com quatro touchdowns. A equipe também viu Gillman deixar o cargo de treinador devido à sua saúde e Charlie Waller ser promovido após a conclusão da temporada regular. Gillman permaneceu no clube como gerente geral.

### 1970-1977: pós-fusão
Em 1970, os Chargers foram colocados na AFC West após a fusão da NFL com a AFL. Mas então, os Chargers caíram em tempos difíceis; Gillman, que havia retornado como gerente geral, renunciou em 1971, e muitos dos jogadores da década de 1960 já haviam se aposentado ou haviam sido negociados. Os Chargers adquiriram jogadores veteranos como Deacon Jones e Johnny Unitas; no entanto, foi nos últimos estágios de suas carreiras e a equipe ficou em terceiro ou quarto lugar na AFC West de 1970 a 1978. Durante a temporada de 1973, os Chargers estiveram envolvidos no primeiro grande escândalo de drogas na NFL.

### Era Air Coryell (1978-1986)

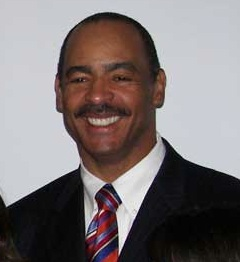
O Hall of fame Kellen Winslow, que jogou nos Chargers entre 1979 e 1987, é considerado um dos maiores tight end de todos os tempos da NFL.

San Diego contratou o técnico Don Coryell em 1978, que continuaria treinando a equipe até 1986. Coryell desenvolveu um esquema ofensivo e uma filosofia conhecida como Air Coryell, também conhecida como "ataque Coryell" ou "ataque vertical". Com Dan Fouts como quarterback, o ataque dos Chargers foi um dos maiores e mais emocionantes na história da National Football League, estabelecendo recordes ofensivos individuais e coletivos. Os Chargers lideraram a liga em jardas em seis anos consecutivos, um recorde da NFL, de 1978 a 1983 e novamente em 1985. Eles também lideraram a liga em jardas totais no ataque em 1978-83 e 1985. Sob a tutela de Coryell, Dan Fouts, o wide receiver Charlie Joiner e o Tight end Kellen Winslow floreceram em campo e todos seriam introduzidos no Hall da Fama do Pro Football. Os Chargers ganharam quatro partidas consecutivas nos playoffs (1979-82) durante a era do Air Coryell, incluindo três títulos da divisão AFC West (1979-81).

#### 1978–1980
A temporada de 1979 marcou um ponto de virada para a franquia quando a The Sporting News nomeou o gerente geral da equipe, John Sanders, como o Executivo do Ano da NFL após a votação de outros executivos da NFL. Fouts estabeleceu um recorde da NFL com seu quarto jogo consecutivo de 300 jardas. 

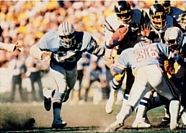
Os Chargers tentam passar a bola através da linha defensiva dos Oilers durante o Divisional Round da AFC de 1979.

Treinados por Don Coryell, eles conquistaram sua primeira vaga nos playoffs em 14 anos com uma vitória de 35-0 contra o New Orleans Saints. Em 17 de dezembro, os Chargers derrotaram o Denver Broncos por 17-7 para ganhar seu primeiro título da AFC West desde a fusão entre a AFL e a NFL. Seu tempo nos playoffs foi curto, pois perderiam para os Houston Oilers por 17-14 no Divisional Round.

#### 1980-1981
Em 1980, Fouts estabeleceu um recorde de 444 jardas na vitória dos Chargers por 44-7 sobre o New York Giants. Kellen Winslow recebeu 10 passes para 171 jardas e os Chargers garantiram seu segundo título consecutivo da AFC West ao derrotar o Pittsburgh Steelers por 26-17 e terminou a temporada regular com um recorde de 11-5. Jefferson (1.340), Winslow (1.290) e Joiner (1.132) tornaram-se o primeiro trio da mesma equipe a receber 1.000 jardas em uma temporada. A defesa dos Chargers líderou a NFL em sacks (60). A linha defensiva foi localmente apelidada de Bruise Brothers. Nos playoffs, eles venceram a Divisional Round por 20-14 sobre o Buffalo Bills. No entanto, eles caíram um jogo antes do Super Bowl XV em uma derrota por 34-27 para o eventual campeão Raiders.

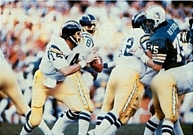
Dan Fouts levou os Chargers a pós-temporada de 1979-1982, incluindo o famoso "Epic in Miami" no Divisional Round da AFC de 1981.

Em 1981, os Chargers venceram o terceiro título consecutivo da AFC West com uma temporada de 10-6. Após os títulos de divisão das temporadas de 1979 e 1980, surgiram disputas contratuais e o proprietário Klein recusou-se a renegociar os contratos dos jogadores. Eles negociaram o wide receiver John Jefferson para o Green Bay Packers depois que ele pediu um aumento no salário, Dean também se envolveu em um problema e foi negociado para os 49ers. Dean afirmou que estava ganhando a mesma quantia que seu cunhado, que era motorista de caminhão. Dean venceu o Jogador Defensivo UPI NFC do Ano (jogando em apenas 11 jogos) no mesmo ano e ajudou os 49ers a conquistar outro título do Super Bowl. A partida de Dean foi particularmente prejudicial para as chances de chegar ao Super Bowl dos Chargers, com a defesa enfraquecendo-se depois, entregando o maior número de jardas na NFL em 1981 e 1982.
Nos playoffs de 1981, os Chargers ganharam do Miami Dolphins no Divisional Round por 41-38, em um jogo que ficou conhecido como The Epic em Miami. O jogo foi votado como o melhor jogo da história da NFL por um painel de jornalistas da ESPN. A temperatura era de 29,4 °C com alta umidade no Miami Orange Bowl, mas não parou o ataque de qualquer time. Os Chargers foram liderados pelo quarterback Dan Fouts, que foi para o Pro Bowl pelo terceiro ano consecutivo, estabelecendo um recorde da NFL na época com 4.802 jardas e 33 touchdowns. Os Dolphins foram liderados pelo treinador Don Shula e contou com uma defesa que deu o quinto menor número de pontos na NFL na história da temporada regular.
Este jogo estabeleceu recordes para o maior número de pontos marcados em um jogo de playoff (79), o maior número de jardas de ambas as equipes (1.036) e o maior número de  jardas de passes de ambas as equipes (809). A vitória mandou os Chargers para seu segundo jogo consecutivo da AFC Championship.
No entanto, o Cincinnati Bengals derrotou os Chargers por 27-7 no que ficou conhecido como Freezer Bowl. A temperatura de -9 ° com um fator de vento de -59 ° fez com que estas fossem as condições climáticas mais frias para um jogo de título na história da NFL. Eugene Klein, dono dos Chargers, tentou fazer com que a NFL e os Bengals adiassem o jogo, mas ele foi recusado.

#### 1982-1986
Durante a temporada de 1982, encurtada por uma greve, Fouts teve a média recorde de 320 jardas por jogo. Destaques da temporada incluem vitórias consecutivas contra San Francisco (41-37) e Cincinnati (50-34) em que Fouts jogou para mais de 400 jardas em cada jogo.
Os Chargers voltaram aos playoffs, mas depois de derrotarem os Steelers no primeiro round, perderam para os Dolphins por 34-13 em uma revanche da temporada anterior. Essa derrota começou uma fase difícil para os Chargers, que de 1983 a 1991 não conseguiram voltar para os playoffs.

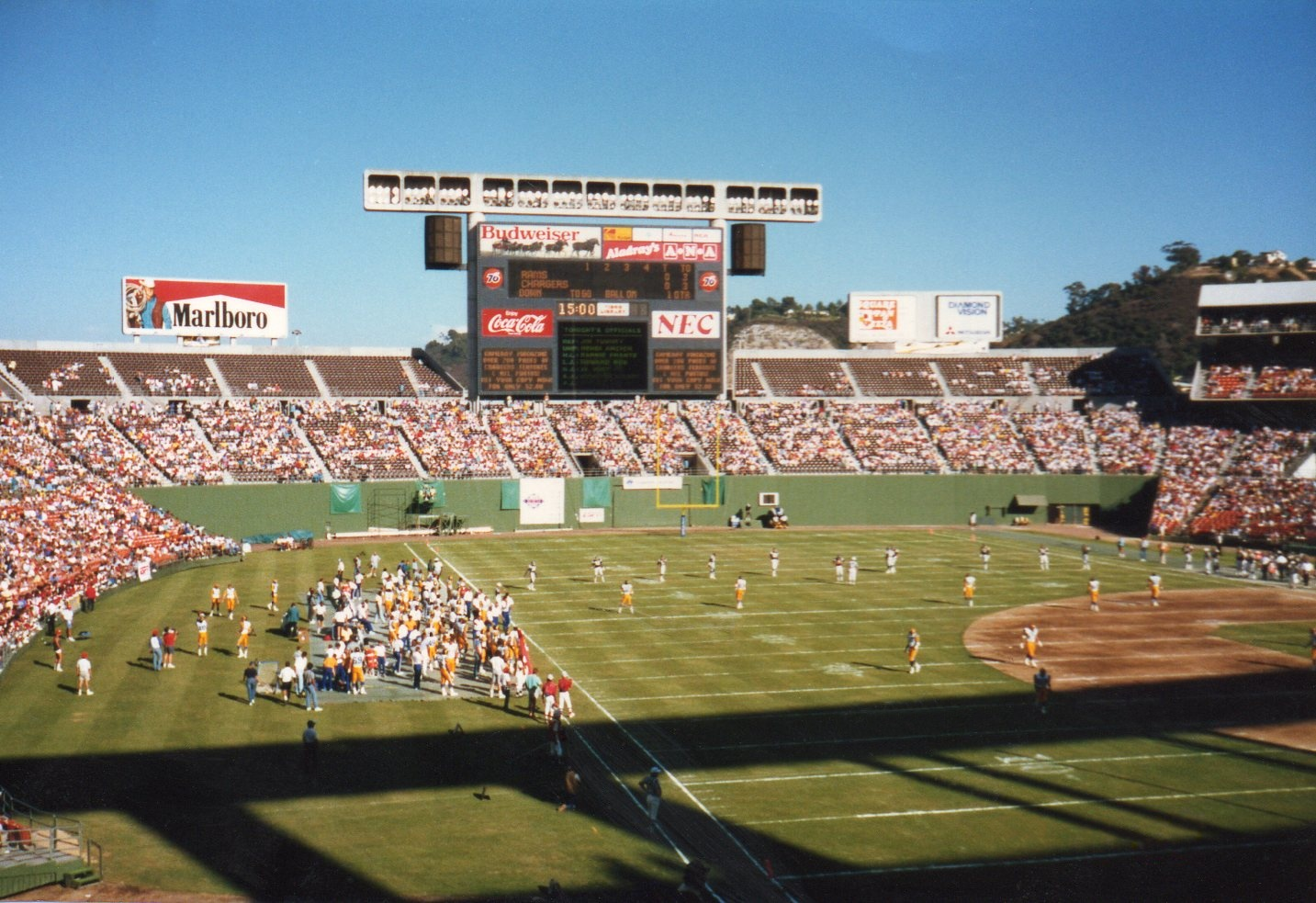
Os Chargers realizam um jogo de pré-temporada no San Diego Jack Murphy Stadium em 1987.

Em 1984, Alex Spanos comprou uma participação majoritária dos Chargers de Klein em 1 de agosto. Alex G. Spanos ainda possui 97% da equipe e até sua morte em 2016, George Pernicano detinha os outros 3%. Benirschke foi nomeado "Miller Man of the Year" e Joiner estabeleceu um recorde da NFL com sua 650ª recepção no quarto quarto do jogo em Pittsburgh.
Em 1985, o guard Ed White estabeleceu um recorde da NFL, jogando em 241 jogos da NFL, a maior número de todos os tempos entre os jogadores de linha ofensiva. Lionel "Little Train" James, com apenas 1,67 e 77 kg, estabeleceu o recorde da NFL de 2.535 jardas combinadas enquanto também estabeleceu um recorde de 1.027 jardas de recepção por um running back. Al Saunders foi nomeado o sétimo treinador na história dos Chargers em 1986 após a renúncia de Coryell.

### 1987–1988
Em 1987, Joiner se aposentou e tornou-se o treinador dos Wide receiver dos Chargers. Os Chargers terminaram com um recorde de 8-7, seu primeiro recorde de vitórias desde 1982, apesar de terem terminado com seis derrotas seguidas que lhes custaram qualquer chance em um lugar no playoff.
Em 1988, Fouts se aposentou depois de uma carreira de 15 anos em que ele estabeleceu sete recordes da NFL e 42 recordes da franquia. Ele se tornou o segundo jogador mais prolífico de todos os tempos da NFL, com 43.040 jardas. O número da camisa de Fouts (14) foi retirado no intervalo do jogo "Dan Fouts Day" em San Diego.

### 1989–1994: Super Bowl
Em 1989, Dan Henning, um ex-quarterback dos Chargers, assistente do Washington Redskins e treinador do Atlanta Falcons, foi nomeado o oitavo treinador da história dos Chargers. Marion Butts, running back novato, estabeleceu um recorde de 39 corridas e um recorde de novato com 176 jardas na vitória por 20-13 sobre o Kansas City Chiefs em Kansas City. Após três anos como Diretor de Operações de Futebol, Steve Ortmayer foi demitido após a temporada e substituído por Bobby Beathard.
Após o período de três temporadas de Henning com os Chargers, Bobby Ross foi contratado como o nono treinador em 1992. Além disso, os Chargers adquiriram o quarterback Stan Humphries em um troca com o Washington Redskins. Os Chargers perderiam seus primeiros quatro jogos da temporada e se tornaram o primeiro time de 0-4 a chegar aos playoffs, já que venceram 11 dos últimos 12 jogos e conquistaram o título da AFC West. Ross foi eleito o Treinador do Ano da NFL pela reviravolta dramática do Chargers pela Pro Football Weekly. Na primeira rodada dos playoffs, os Chargers derrotaram os Chiefs por 17-0, mas os Dolphins derrotaram os Chargers no Divisional Round. Em 1993, os Chargers terminaram com um recorde de 8-8 (quarto em sua divisão).
Na temporada de 1994, os Chargers fizeram sua primeira e, até agora, única aparição no Super Bowl, quando enfrentaram os 49ers no Super Bowl XXIX. Eles chegaram ao Super Bowl ao vencer seus primeiros seis jogos da temporada regular, a única equipe da NFL a fazê-lo em 1994, e terminar a temporada com um recorde de 11-5. Eles se tornariam os campeões da AFC West de 1994, atrás de uma defesa liderada pelo linebacker Junior Seau, os Defensive tackle Reuben Davis e Shawn Lee, os Defensive end Leslie O'Neal e uma ataque liderado por Natrone Means, Humphries e Martin. Os Chargers tiveram vitórias sobre os Dolphins e Steelers nos playoffs da AFC. Os Chargers perderam o Super Bowl XXIX para o San Francisco 49ers por um placar de 49-26, que foram liderados pelo quarterback Steve Young (MVP do Super Bowl) e Jerry Rice.
Apesar da derrota desigual no Super Bowl, Beathard, que trocou ou redigiu a maior parte do elenco de Chargers e contratou o técnico Ross, foi eleito o Homem da NFL pela Sports Illustrated, e se tornou o único gerente geral a liderar três equipes diferentes para o Super Bowl (Chargers, Dolphins e Redskins).

### 1995–2004
O ano de 1995 dos Chargers não trouxe o mesmo sucesso da temporada anterior, mas a equipe ainda conseguiu ir para os playoffs com uma série de cinco vitórias e um recorde de 9-7. No entanto, na primeira rodada dos playoffs, os Chargers foram derrotados pelo Indianapolis Colts por 35-20.
Em 1996, o running back Rodney Culver e sua esposa, Karen, foram mortos no acidente do voo 592 da ValuJet em Everglades, Flórida. Culver foi o segundo jogador na história da equipe a morrer depois que David Griggs foi morto em um acidente de carro em Davie, Flórida, 11 meses antes.
Em 1997, Ross e Beathard estavam em conflito um com o outro, resultando em Ross e sua equipe sendo demitidos. Os Chargers selecionaram Kevin Gilbride para se tornar seu novo treinador. Gilbride, que ja havia treinado o Jacksonville Jaguars e o Houston Oilers, apresentava um ataque de passe mais aberto, marcaria uma grande mudança no estilo ofensivo do jogo. Beathard selecionou o quarterback Ryan Leaf depois que o Indianapolis Colts selecionou Peyton Manning no Draft de 1998. Leaf acabou sendo a maior decepção da história da NFL. Seu jogo e atitude fracos causaram sua partida após a temporada de 2000. Em 1998, os Chargers tiveram um recorde de 5-11.

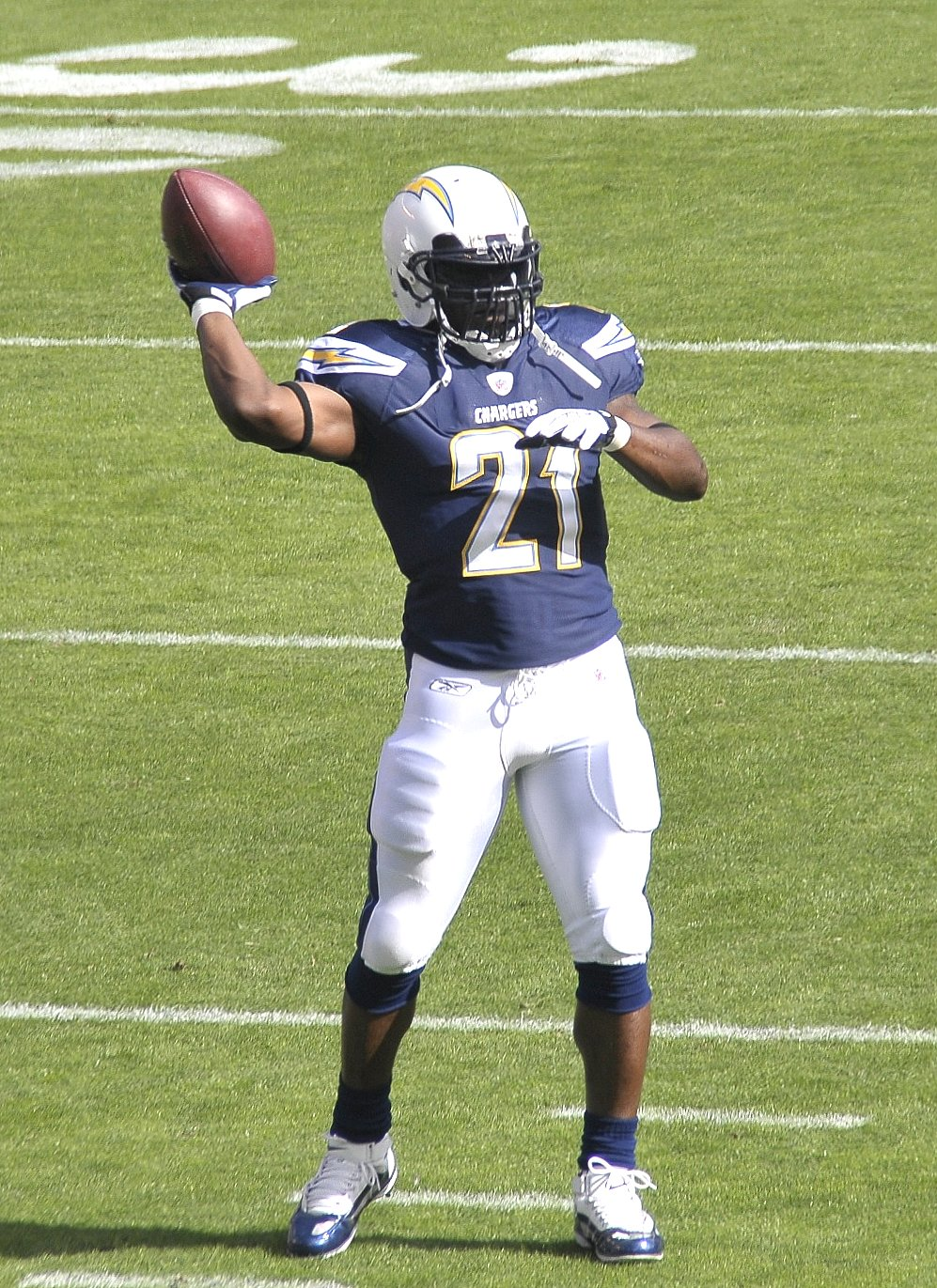
Os Chargers selecionaram o running back LaDainian Tomlinson no Draft de 2001. Ele se tornou o líder em jardas terrestres de todos os tempos.

Os Chargers lutaram na proteção do passe, resultando em Humphries sofrendo várias concussões e sua aposentadoria. Gilbride foi substituído pelo treinador interino June Jones, que estava na equipe dos Chargers antes da contratação. Jones deixou a equipe no final da temporada para treinar na Universidade do Havaí e os Chargers nomearam o ex-técnico da Universidade do Estado do Oregon, Mike Riley, como seu novo treinador.
Leaf acabou tendo uma carreira decepcionante com os Chargers depois de muita controvérsia com a diretoria, assim como com a imprensa e seus colegas de equipe. Seu fracasso em ser o jogador que a equipe imaginou, foi visto como uma marca negra na franquia e é geralmente considerado uma das piores escolhas na história do futebol profissional. O Quarterback Jim Harbaugh, que foi adquirido em um troca com o Baltimore Ravens, tornou-se o quarterback titular dos Chargers. Beathard se aposentou em abril de 2000 e foi substituído em janeiro de 2001 por John Butler, ex-gerente geral dos Bills. De 1996 a 2003, os Chargers tiveram oito temporadas seguidas, onde tiveram mais derrotas do que vitórias.
Os Chargers assinaram com o quarterback Doug Flutie, vencedor do Heisman Trophy, e trocaram a primeira seleção geral do Draft de 2001 para o Atlanta Falcons pela 5ª escolha geral e uma escolha de terceira rodada no mesmo draft. Além disso, os Chargers selecionaram o wide receiver, Tim Dwight. Os Chargers usaram sua escolha no Draft de 2001 para selecionar o Running Back LaDainian Tomlinson e o quarterback Drew Brees.
Contratado como substituto de Riley, Marty Schottenheimer, abriu a temporada de 2002 com quatro vitórias seguidas, fazendo dele o único técnico na história da equipe a vencer seus primeiros quatro jogos. Butler iria sucumbir ao câncer depois de uma luta de nove meses em abril de 2003. A. J. Smith substituiu Butler como vice-presidente executivo geral.
Em 2003, os Chargers trocaram Seau com os Dolphins por um escolha no Draft de 2004. Seau foi selecionado para o Pro Bowl de 2003, sua 12ª seleção Pro Bowl de sua carreira, e em sua temporada final com os Chargers, ele foi escolhido pelos companheiros como o vencedor do Emil Karas Award como o jogador mais inspirador da equipe. Também em 2003, Tomlinson acumulou 195 jardas de scrimmage em um jogo contra o Packers para aumentar seu total para 2.011 e se tornar o primeiro jogador na história do time e o oitavo jogador na história da NFL a registrar temporadas consecutivas de 2.000 jardas. Tomlinson também se tornou o primeiro jogador na história da NFL a correr para 1.000 jardas e receber 100 passes na mesma temporada.
Os Chargers cobiçaram Eli Manning e queriam selecioná-lo na primeira rodada, que também foi a primeira escolha geral do draft. No entanto, depois que Eli Manning indicou antes do draft que não assinaria com o San Diego Chargers, eles foram forçados a ajustar seus planos. Philip Rivers foi sua primeira alternativa a Manning porque o treinador dos Chargers na época, Marty Schottenheimer, havia treinado Rivers no Senior Bowl e gostou do que viu de Rivers. Os Chargers também selecionaram os futuros Pro Bowlers: Shawne Merriman e Nate Kaeding. Rivers foi um dos dezessete quarterbacks do draft da NFL de 2004, juntamente com Ben Roethlisberger, Eli Manning e Matt Schaub. Rivers, Roethlisberger, Schaub e Manning foram eleitos para o Pro Bowl desde que se tornaram titulares, nenhum deles havia produzido uma temporada com um recorde de derrotas até Schaub em 2010, mas Roethlisberger e Manning ganharam dois Super Bowls. Eles foram comparados favoravelmente à classe de quarterback de 1983, que incluiu os quarterbacks do Hall da Fama: John Elway (1ª escolha), Jim Kelly (14ª) e Dan Marino (27ª).
Em agosto de 2004, Rivers assinou um contrato no valor de US $ 40,5 milhões por seis anos, que incluiu US $ 14,5 milhões em bônus de assinatura. No entanto, devido a uma negociação contratual prolongada, Rivers apenas se apresentou à equipe durante a última semana do treinamento e o titular Drew Brees manteve seu emprego inicial. Após a chegada do quarterback, era quase certo que os dias de Brees acabaram. No entanto, Rivers disputou quase todo o campo de treinamento e Brees continuou a ser titular durante toda a temporada de 2004, onde foi titular em 15 jogos e levou o time a um recorde de temporada regular de 12-4. Brees teve números espetaculares, completando 65,5% de seus passes para 3.159 jardas, com 27 touchdowns para apenas 7 interceptações, dando a ele um rating de 104.8. Os Chargers venceram a AFC West e Brees foi selecionado para o Pro Bowl de 2004. Ele foi nomeado o NFL Comeback Player of the Year de 2004.
Marty Schottenheimer foi eleito Treinador do Ano da NFL para a temporada 2004 da NFL. Ele levou o time para uma aparição nos playoffs, seu 12º como treinador principal. No entanto, isso resultou em uma derrota decepcionante para o azarão, New York Jets, na prorrogação em 2005.
Durante o Draft de 2005, os Chargers tentaram obter alguns novatos importantes que ajudariam a dar o impulso de sua temporada. Eles usaram sua primeira escolha para selecionar o LB Shawne "Lights Out" Merriman, da Universidade de Maryland. Então, eles usaram sua próxima escolha no DT Luis Castillo da Universidade Northwestern. Suas outras escolhas foram o WR Vincent Jackson, do Northern Colorado, o RB Darren Sproles, de Kansas State, o OT Wesley Britt, da Universidade do Alabama, o OT Wes Sims, da Universidade de Oklahoma e o Center Scott Mruczkowski, do Bowling Green State.
Os Chargers tiveram um início difícil na campanha de 2005 mas terminaram com um recorde de 9-7. Apesar do recorde positivo eles foram oficialmente eliminados da disputa dos playoffs da AFC, depois de uma derrota por 20-7 para o Kansas City Chiefs.

### 2006–2009
Os Chargers tiveram um desempenho impressionante em 2006, perdendo apenas para os Ravens e Chiefs; eles terminaram com um recorde de 14-2, o que garantiu a liderança da divisão. No entanto, eles perderam por 24-21 para o New England Patriots no Divisional Round. Após a temporada de 2006, eles substituíram Schottenheimer pelo novo treinador Norv Turner.
Em 2007, eles tiveram um recorde de 11-5, derrotando o Tennessee Titans e o atual campeão Indianapolis Colts para chegar ao título da AFC. No entanto, eles caíram para os Patriots pelo segundo ano consecutivo.
Em 2008, os Chargers caíram para 8-8, mas como o AFC West estava excepcionalmente fraco naquele ano, eles ainda conseguiram ganhar o título da divisão. Derrotando os Colts na rodada de wild card, eles perderam para o Pittsburgh Steelers na rodada divisional.
Em 2009, os Chargers conseguiram outro título da divisão e pareciam estar perto do Super Bowl. No entanto, a ruindade na pós-temporada da equipe continuou. Contra o New York Jets em 17 de janeiro de 2010, eles sofreram uma derrota, onde, apesar da vantagem inicial, não conseguiram superar a forte defesa do Jets. O kicker Nate Kaeding também perdeu três tentativas de field goal, o que resultou na derrota por 17-14 dos Chargers.

### 2010–2012: Fim da Era Norv Turner / A.J. Smith

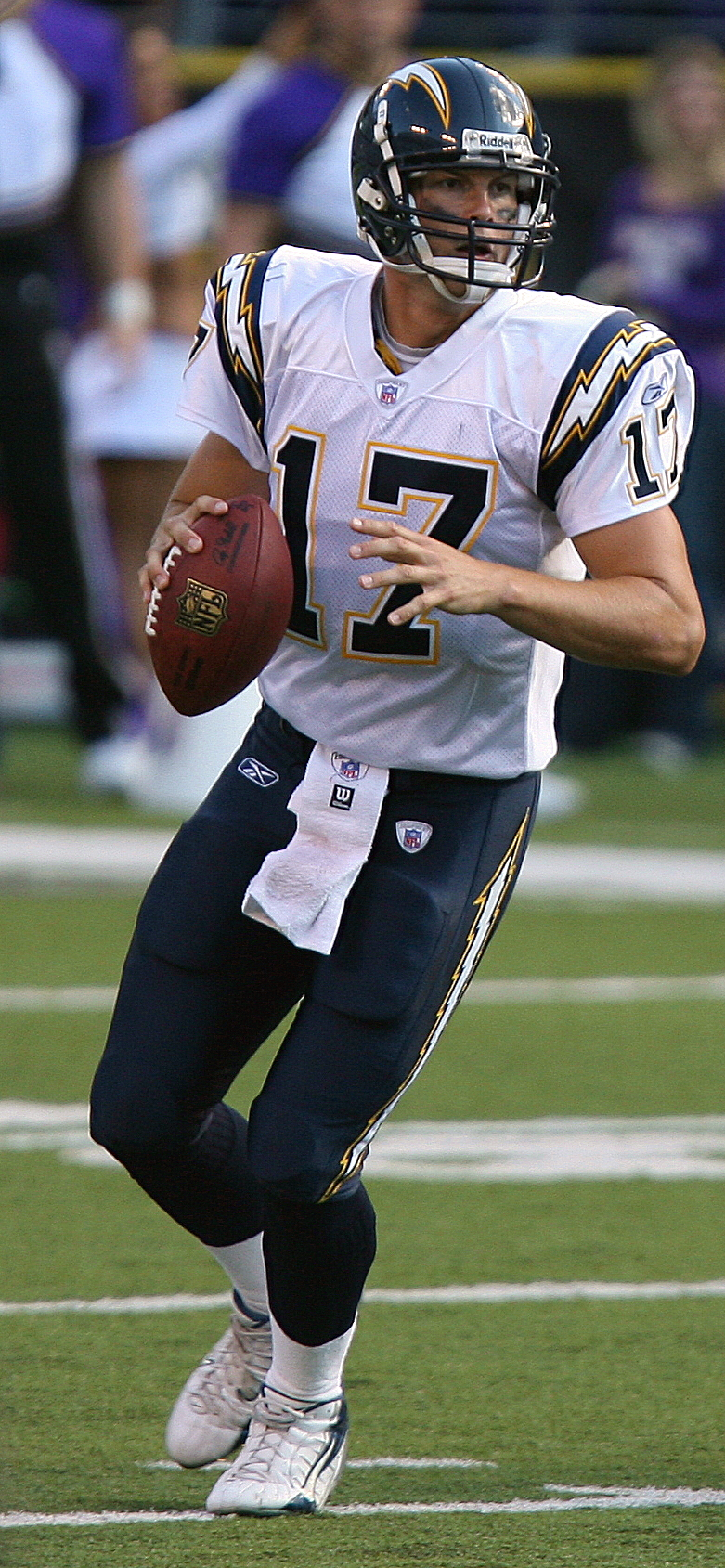
Philip Rivers, principal quarterback do time nas décadas de 2000 e 2010.

A temporada de 2010 foi a 1ª temporada sem LaDainian Tomlinson desde 2000 (Tomlinson foi dispensado pela gerência devido a um contrato superdimensionado em relação à produção e outros problemas; ele liderou os Jets correndo para 914 jardas e empatou em 3º lugar nas recepções com 52). Os Chargers derrotaram Denver para terminar a temporada com um recorde de 9-7 mas acabou não indo para os playoffs pela primeira vez desde 2005. Eles terminaram a temporada como o 8º time na história da NFL a ficaram em primeiro lugar no ataque geral (395,6 jardas / jogo) e defesa geral (271,6 jardas / jogo), e tornou-se apenas o 2º daquelas equipes a não ir para os playoffs (1953 Eagles 7–4–1). Eles ficaram em segundo lugar para os Colts em jardas por jogo (282,4), segundo para os Patriots em pontos marcados por jogo (27,6), 1º de passes permitidos por jogo (177,8), 4º em jardas terrestres permitidas por jogo (93,8), e empatou em 2º em sacks (47). Philip Rivers teve outra grande temporada com 4.710 jardas (# 1 na NFL), 294 jardas de passes por jogo (empatados em 1º com Manning), 66% de conclusão (terceiro atrás de Brees e Manning), 30 TD's, apenas 13 INT's e 101.8 rating (segundo atrás de Brady).
Na temporada de 2011, os Chargers terminaram com um recorde de 8-8 e em um empate numérico no primeiro lugar da AFC West junto com Oakland e Denver. No entanto, os Chargers foram derrotados por Denver pelo título da divisão por meio de desempate. Depois de perder os playoffs para a terceira temporada consecutiva em 2012, os Chargers demitiram o gerente geral Smith e o treinador Turner.

### 2013–2016: Era Mike McCoy e anos finais em San Diego
Os Chargers fizeram mudanças para a temporada de 2013: Tom Telesco, ex-vice-presidente de operações de futebol do Indianapolis Colts, assumiria o cargo de gerente geral após a demissão de A.J. Smith e o ex-coordenador ofensivo dos Broncos, Mike McCoy, foi contratado como o novo treinador e Ken Whisenhunt como coordenador ofensivo.
Os Chargers terminaram a temporada de 2013 com um recorde de 9-7 e foram para os playoffs pela primeira vez desde 2009. Em 5 de janeiro de 2014, os Chargers derrotaram os Cincinnati Bengals no estádio Paul Brown por 27-10 para avançar para o Divisional Round da AFC. Os Chargers perderam para o Denver Broncos no Sports Authority Field em Mile High por 24-17.
Depois de começar a temporada de 2014 fortemente, incluindo uma corrida de cinco vitórias em setembro e outubro, os Chargers foram atingidos por uma série de lesões nos jogadores-chave e, finalmente, terminaram a temporada com um recorde de 9-7. Em contraste com 2013, o recorde não foi suficiente para os playoffs.
Durante a temporada, os Chargers, o St. Louis Rams e o Oakland Raiders sugeriram que poderiam se transferir para Los Angeles no final da temporada. Os Chargers anunciaram em dezembro de 2014 que não estariam buscando a realocação para a temporada de 2015, seguido por um anúncio da NFL de que nenhuma equipe se mudaria para LA até a temporada de 2016, no mínimo.
A controvérsia encheu a offseason de 2015, enquanto o advogado e porta-voz da equipe, Mark Fabiani, revelou os esforços do governo da cidade de San Diego para negociar um substituto para o Qualcomm Stadium. Quando o então proprietário do St. Louis Rams, Stan Kroenke, anunciou em janeiro de 2015 sua intenção de construir um novo estádio em Inglewood, Califórnia. Os Chargers se sentiram pressionados a anunciar seu próprio plano de Los Angeles para preservar o que eles alegavam ser "25% de sua base de fãs". Em fevereiro de 2015, a equipe anunciou uma proposta de estádio em Carson, Califórnia, em parceria com o Oakland Raiders, seus rivais da AFC West.
Os Chargers terminaram a temporada de 2015 com um recorde de 4-12.
No dia seguinte à conclusão da temporada regular de 2015, os Chargers, Rams e Raiders entraram com pedido de transferência para Los Angeles. Em 12 de janeiro de 2016, os proprietários da NFL votaram por 30–2 para permitir que os Rams retornassem a Los Angeles e aprovassem o projeto do estádio Inglewood. Os Chargers receberam uma aprovação de um ano para se mudarem, condicionados a negociar um contrato de parceria com os Rams na construção do novo estádio.
Em 14 de janeiro de 2016, a equipe arquivou a documentação para proteção oficial da marca "Los Angeles Chargers" para fins de gestão e marketing de uma franquia de futebol profissional. Após duas semanas de negociação, os Chargers e o Rams chegaram a um acordo sobre o compartilhamento do planejado estádio de Los Angeles em Hollywood Park. Os Chargers contribuiriam com um empréstimo de US $ 200 milhões para o estádio e taxas de licença de assento pessoal para os custos de construção e pagariam US $ 1 por ano em aluguel para o Rams. Em 14 de dezembro de 2016, em uma assembleia de proprietários, os termos do contrato de arrendamento Chargers e Rams, bem como o teto da dívida da equipe, foram aprovados, dando os primeiros passos para uma possível mudança para Los Angeles em 2017.

### 2017 – presente: Mudança para Los Angeles
Spanos anunciou a mudança em uma carta controversa para os fãs de San Diego postada no site oficial do time em 12 de janeiro de 2017. A equipe anunciou que jogaria como Los Angeles Chargers a partir da temporada de 2017 no StubHub Center em Carson, Califórnia, embora os assentos do estádio estão bem abaixo dos 50.000 mínimos que a NFL estabeleceu até mesmo para lares temporários após a fusão de 1970. O estádio é compartilhado pelo time de futebol da MLS, LA Galaxy. Isso servirá como campo temporário dos Chargers até que eles se juntem aos Rams no Estádio de Los Angeles em Hollywood Park em Inglewood na temporada de NFL de 2020.
A reação à deslocalização foi controvérsa. O colunista do Los Angeles Times, Bill Plaschke, deu as boas-vindas à equipe ao escrever "Nós. Não. Queremos. Vocês". Em um jogo no Staples Center, entre o Los Angeles Clippers e o Lakers, o logo dos Chargers foi mostrado em um placar e foi vaiado. Jeff Cumberland também foi "zombado" pela multidão quando apareceu no telão.
Uma semana após a mudança de San Diego para Los Angeles, Adam Schefter, da ESPN, informou que os outros proprietários da NFL ficaram "irritados" com a decisão, e que "a NFL quer que os Chargers retrocedam, mas ninguém acredita que essa possibilidade é realista".
Em 13 de janeiro, os Chargers demitiram o coordenador defensivo John Pagano. A equipe levou apenas uma semana para encontrar um substituto: Gus Bradley. Gus Bradley era o treinador principal dos Jacksonville Jaguars e, antes de chegar ao cargo, foi o coordenador defensivo do Seattle Seahawks. Os Chargers também anunciaram que contrataram Anthony Lynn para ser seu próximo treinador.
Em seu primeiro jogo em Los Angeles, os Chargers não conseguiram lotar o StubHub Center. O público foi de pouco mais de 25.000 pessoas, divididas entre "cerca de 50/50" entre os fãs dos Chargers e do Miami Dolphins. Depois da fraca resposta, a NFL estava considerando maneiras de mover os Chargers de volta a San Diego, embora essa possibilidade seja considerada improvável. A liga oficialmente negou que tais discussões estivessem acontecendo e que a família Spanos se recusa a considerar voltar para a cidade; a liga reconheceu que o voto dos proprietários poderia mudar a situação.
Os problemas de comparecimento dos Chargers continuaram em sua segunda temporada. Havia tantos torcedores do Kansas City Chiefs no jogo de abertura em 2018 que o USA Today comentou que "era essencialmente um jogo em casa do Chiefs".
As lutas da equipe para atrair os fãs supostamente os levaram a reduzir sua meta inicial de receita quando se mudaram para o novo estádio de US $ 400 milhões para US $ 150 milhões, e estão fazendo com que alguns proprietários duvidem da viabilidade dos Chargers em Los Angeles.

## Logo e uniformes

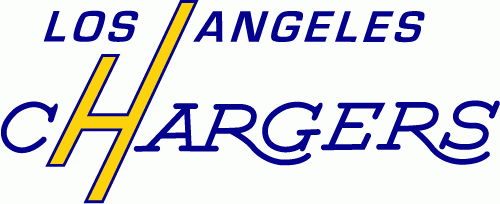
Logotipo dos Chargers em 1960

Exceto por mudanças de cor, os Chargers usaram basicamente o logotipo de um raio em forma de arco desde que a equipe estreou em 1960. Durante seu período na AFL, o clube também usou um logotipo que incluía uma cabeça de cavalo, um relâmpago e a palavra "Chargers".
De 1960 a 1973, as cores consistiam em vários tons de azul Elétrico (azul "em pó", mas tecnicamente chamado Azul Colegial) ou camisas brancas, ambas com raios de ouro nos ombros. Os capacetes eram brancos e tinham tanto o logotipo do raio em forma de arco, em ouro ou marinha, dependendo do ano, e o número do jogador. No início, a equipe usava calças brancas antes de mudar para o ouro em 1966. Em 1973, os números da camisa azul mudaram de branco para dourado.
Em 1974, o céu azul foi alterado para azul escuro real. O capacete também foi alterado para azul escuro e os números dos jogadores foram removidos. Além disso, as máscaras tornaram-se amarelas, tornando-as uma das primeiras equipes da NFLa usar uma cor de máscara diferente da cinza predominante na época. De 1978 a 1983, os Chargers usavam suas camisas brancas em casa, o técnico Don Coryell trocou pelo azul em casa a partir de 1984. Com a excepção da época de 1991 e outros jogos casuais desde então, o San Diego usa a camisa azul em casa.
Em 1985, os Chargers começaram a usar camisas azul-marinho e voltaram a usar calças brancas. O design do uniforme da equipe foi renovado em 1988. Ele apresentava um tom ainda mais escuro de azul marinho. Os relâmpagos nas camisas e nos capacetes eram brancos, com acabamento interno da Marinha e contorno dourado. Em 1990, a equipe começou a usar calças da marinha com suas camisas brancas. De 1988 a 1991, a equipe exibiu listras nas calças em vez de relâmpagos. Os Chargers foram com combinações all-white em 1997 e 2001, apenas para que a calça azul fizesse um retorno. Em 27 de outubro de 2003, os Chargers vestiram suas calças da marinha com a camisa azul para o Monday Night Football contra o Miami Dolphins que foi jogado no Sun Devil Stadium, então lar do Arizona Cardinals, devido a incêndios florestais no sul da Califórnia. Este continua sendo o único jogo em que os Chargers usaram a combinação totalmente escura.
Do final da década de 1980 até 2000, os Chargers usaram branco em casa durante alguns jogos de pré-temporada e escuro para jogos de temporada regular. Em 2001, os Chargers começaram a usar seus uniformes escuros para jogos de pré-temporada e uniformes brancos em jogos caseiros em setembro devido ao calor antes de voltar ao escuro em outubro.
Em março de 2007, os Chargers revelaram sua primeira reformulação do uniforme desde 1988, no site oficial da equipe. A equipe revelou formalmente este novo conjunto de uniformes, que mistura estilos antigos e novos, em um evento exclusivo de equipe. O azul marinho continua a ser a cor primária na camisa de casa, mas o relâmpago familiar foi revertido para o ouro e agora tem o contorno da Marinha e o acabamento azul do interior em pó. O relâmpago redesenhado foi movido para os lados dos ombros a partir do topo e inclui uma nova fonte de numeração e marca de palavra em branco, com contorno de ouro e guarnição interior em pó azul. As calças também têm um relâmpago redesenhado em ouro, com acabamento em pó azul em uma faixa azul-marinho. Além disso, a equipe presta homenagem a outros uniformes de sua história, usando um capacete branco metálico, com uma máscara facial da Marinha e calças brancas. As camisetas brancas com calça azul-marinho, assim como as camisas azuis alternadas com calças brancas, também foram redesenhadas com o novo esquema.
De 2002 a 2006, os Chargers usaram os uniformes de pó azul do início dos anos 1960 como camisas alternativas, que muitos fãs de futebol (tanto dos Chargers quanto de outras equipes) clamavam pela equipe trazer de volta em tempo integral.
Desde 2007, os Chargers usaram as camisas alternativas em azul duas vezes por temporada. As camisas alternadas em azul-claro também foram usadas em um jogo de playoff contra o Indianapolis Colts.
Em 2009, em homenagem ao seu 50º aniversário como um dos oito times originais da AFL, os Chargers usaram seus uniformes de 1963 para três jogos.
Para a temporada de 2013, os Chargers fizeram pequenos ajustes em seus uniformes atuais. Estes incluem uma placa de identificação de dois tons (ouro com acabamento em pó azul em casa, azul marinho com acabamento em ouro em jersey ausente, e branco com acabamento da marinha em jogos fora de casa), golas combinando com a cor da camisa e adição de uma faixa dourada nas meias.
Em 12 de janeiro de 2017, com o anúncio de que os Chargers estavam se mudando para Los Angeles, a equipe revelou um novo logotipo incorporando as letras "LA" com um relâmpago. O logotipo foi imediatamente e amplamente ridicularizado por fãs, pela mídia e até mesmo por outras franquias esportivas profissionais, em parte por sua semelhança com o logotipo do Los Angeles Dodgers. A equipe tentou difundir a controvérsia alterando o esquema de cores do novo logotipo antes de descartá-lo por completo após dois dias.

## Recordes

### Recordes em uma temporadas
Passando
- Jardas passadas: 4,802 – Dan Fouts (1984)
- Passes para touchdowns: 34 – Philip Rivers (2008)
- Passes completados: 437 – Philip Rivers (2015)
- Passes tentados: 661 – Philip Rivers (2015)
- Passe mais longo completo: 99 jardas – Stan Humphries (1994)

Correndo
- Jardas terrestres: 1,815 – LaDainian Tomlinson (2006)
- Corridas: 372 – LaDainian Tomlinson (2002)
- Touchdowns terrestres: 28 – LaDainian Tomlinson (2006)
- Mais longa corrida: 87 jardas – Paul Lowe (1961) e Melvin Gordon (2017)
- Jardas terrestres por jogo: 113.4 jardas – LaDainian Tomlinson (2006)

Recebendo
- Recepções: 102 – Keenan Allen (2017)
- Jardas recebidas: 1,602 – Lance Alworth (1965)
- Touchdowns recebidos: 14 – Lance Alworth (1965) e Tony Martin (1996)

Retornos
- Mais retornos de Punt: 46 – Mike Fuller (1979)
- Mais longo punt retornado: 95 jardas – Speedy Duncan (1968)
- Mais longo kickoff retornado: 105 jardas – Richard Goodman (2011)

Chutes
- Field goals: 34 – Nick Novak (2013) e John Carney (1994)
- Extra Points convertidos: 58 – Nate Kaeding (2006)
- Punts: 95 – Darren Bennett (1998)
- Jardas no Punt: 4,248 – Darren Bennett (1998)

### Recordes na carreira
- Jardas passadas: 53,986 - Philip Rivers (2004–Presente)
- Passes para touchdowns: 271 - Philip Rivers (2004–Presente)
- Jardas terrestres: 12,490 - LaDainian Tomlinson (2001–2009)
- Touchdowns terrestres: 138 - LaDainian Tomlinson (2001–2009)
- Recepções: 948 - Antonio Gates (2003–Presente)
- Jardas recebidas: 11,766 - Antonio Gates (2003–Presente)
- Passes interceptados: 42 - Gill Byrd (1983–1992)
- Field goals: 261 - John Carney (1990–2000)
- Pontos: 1,076 - John Carney (1990–2000)
- Total touchdowns: 153 - LaDainian Tomlinson (2001–2009)
- Média de retorno de punt: 20,0 - Artie Owens (1976-1979)
- Média de retorno de Kickoff: 40,3 - Bud Whitehead (1961-1968)
- Sacks: 105.5 - Leslie O'Neal (1986–1995)
- Tackles: 1,286 - Junior Seau (1990–2002)
- Vitórias (treinador): 86 - Sid Gillman (1960-1971)

## Jogadores

### Números retirados
Os Chargers têm atualmente quatro números aposentados: # 14 (Dan Fouts), # 19 (Lance Alworth), # 21 (LaDainian Tomlinson) e # 55 (Junior Seau). A partir de 2010, a política dos Chargers era fazer com que o comitê do Hall da Fama dos Chargers avaliasse os candidatos ao número aposentado depois que o jogador se aposentou da liga depois de cinco anos, Seau era a única exceção a essa política.
O comitê é formado pelo vice-presidente executivo da Chargers, Alex Spanos, pelo diretor de relações públicas da Chargers, Bill Johnston, pelo fundador do San Diego Hall of Champions, Bob Breitbard, e pelos presidentes da San Diego Sports Commission e do Chargers Backers Fan Club.
Existem poucas diretrizes reconhecidas no esporte em relação a números que se aposentam e a NFL não possui uma política de liga específica. "Você tem que ter números suficientes para os jogadores usarem", disse Greg Aiello, porta-voz da NFL. O San Diego Union-Tribune escreveu: "Os [Chargers] tendem a honrar sua herança ao acaso".
| No. | Jogadores           | Posições | Temporadas |
| --- | ------------------- | -------- | ---------- |
| 14  | Dan Fouts           | QB       | 1973–1987  |
| 19  | Lance Alworth       | WR       | 1962–1970  |
| 21  | LaDainian Tomlinson | RB       | 2001–2009  |
| 55  | Junior Seau         | LB       | 1990–2002  |

### Pro Football Hall of Famers
| Los Angeles Chargers Hall of Famers | Los Angeles Chargers Hall of Famers | Los Angeles Chargers Hall of Famers | Los Angeles Chargers Hall of Famers | Los Angeles Chargers Hall of Famers |
| Jogadores                           | Jogadores                           | Jogadores                           | Jogadores                           | Jogadores                           |
| No.                                 | Nome                                | Posições                            | Temporadas                          | Introduções                         |
| ----------------------------------- | ----------------------------------- | ----------------------------------- | ----------------------------------- | ----------------------------------- |
| 19                                  | Lance Alworth                       | WR                                  | 1962–1970                           | 1978                                |
| 74                                  | Ron Mix                             | OT                                  | 1960–1969                           | 1979                                |
| 19                                  | Johnny Unitas                       | QB                                  | 1973                                | 1979                                |
| 75                                  | Deacon Jones                        | DE                                  | 1972–1973                           | 1980                                |
| 89                                  | John Mackey                         | TE                                  | 1972                                | 1992                                |
| 14                                  | Dan Fouts                           | QB                                  | 1973–1987                           | 1993                                |
| 72                                  | Larry Little                        | OG                                  | 1967–1968                           | 1993                                |
| 80                                  | Kellen Winslow                      | TE                                  | 1979–1987                           | 1995                                |
| 18                                  | Charlie Joiner                      | WR                                  | 1976–1986                           | 1996                                |
| 71                                  | Fred Dean                           | DE                                  | 1975–1981                           | 2008                                |
| 55                                  | Junior Seau                         | LB                                  | 1990–2002                           | 2015                                |
| 21                                  | LaDainian Tomlinson                 | RB                                  | 2001–2009                           | 2017                                |
| Treinadores                         |                                     |                                     |                                     |                                     |
| Nome                                | Nome                                | Posições                            | Temporadas                          | Introdução                          |
| Sid Gillman                         | Sid Gillman                         | Treinador                           | 1960–1971                           | 1983                                |

### Hall da fama dos Chargers
Os Chargers criaram seu próprio Hall of Fame em 1976. Os membros do Hall of Fame são homenageados no Ring of Honor Chargers, fundado em 2000 e visível no estádio Qualcomm. Os candidatos elegíveis devem ter sido aposentados por pelo menos quatro temporadas. As seleções são feitas por um comitê de cinco membros, presidido por Dean Spanos, vice-presidente da Chargers. A partir de 1992, outros membros do comitê incluíam Bob Breitbard, fundador do San Diego Hall of Champions; Ron Fowler, presidente da Associação de Esportes da Grande San Diego; Jane Rappoport, presidente da Charger Backers; e Bill Johnston, diretor de relações públicas da equipe. Os Chargers em 2012 permitiram que os fãs votassem no mais novo membro.

### Equipe do 50º aniversário
Os Chargers anunciaram sua equipe de 50 anos em 2009 para homenagear os melhores jogadores e treinadores da história da equipe. Os Chargers foram fundados em 1959. A equipe incluiu 53 jogadores e treinadores selecionados entre 103 indicados. Os Chargers afirmaram originalmente que apenas 50 membros seriam selecionados. A votação online pelos fãs foi responsável por 50% dos resultados da votação; votos do Chargers Hall of Fame e cinco membros da mídia local compensaram os outros 50%. Mais de 400.000 votos foram lançados online. Dan Fouts e LaDainian Tomlinson foram os dois mais votados. A equipe conta com 7 membros do Hall of Fame do Pro Football e 11 jogadores da equipe dos Chargers de 2009.

## Rádio e Televisão
A principal estação da Chargers é a KFI 640AM em Los Angeles, comumente conhecida como "KFI AM 640" com cobertura diária e programação especial no AM 570 KLAC. Matt "Money" Smith e Nick Hardwick formam a equipe de transmissão, com o co-apresentador da KLSD, Mike Costa, servindo como repórter. A partir de 2014, os Chargers também transmitem  suas transmissões de rádio em seu aplicativo móvel oficial (através de dispositivos iOS e Android), bem como em seu site.
A maioria dos jogos de pré-temporada é televisionada pela KABC-TV e pela KAZA-TV em Los Angeles e pela KFMB-TV em San Diego. Os jogos em que os Chargers recebem uma equipe da NFC nas tardes de domingo são transmitidos pela KTTV em Los Angeles e pela KSWB em San Diego; se um jogo de domingo à noite for televisionado, o KNBC em Los Angeles e o KNSD em San Diego vão ao ar através da cobertura da rede NBC do Sunday Night Football. KABC, KCBS e KFMB são também os simuladores locais designados das aparições dos Chargers no Monday Night Football da ESPN.
Dennis Packer, o locutor de todos os jogos de futebol da USC no Los Angeles Memorial Coliseum, serve como locutor de todos os jogos caseiros do Chargers no Dignity Health Sports Park.
Com a mudança dos Chargers para Los Angeles em 2017, a equipe tornou-se beneficiária das políticas de programação da liga. Tanto o Chargers quanto o Los Angeles Rams compartilham o mercado de Los Angeles, que fica na costa oeste dos Estados Unidos. Os jogos da Fox vão ao ar na KCOP-TV, enquanto os jogos da CBS são transmitidos pela KCAL-TV.

### Afiliados de rádio

#### Inglês
| Cidade                   | Sinal   | Freqüência                                                           |
| ------------------------ | ------- | -------------------------------------------------------------------- |
| Los Angeles              | KFI     | 640 AM                                                               |
| Los Angeles              | KOST-FM | 103.5 HD2 (HD radio simulcast of KFI)                                |
| Los Angeles              | KLAC    | 570 AM (daily coverage, pre-game and 'Chargers Talk' post-game only) |
| Los Angeles              | KYSR    | 98.7 HD2 (HD radio simulcast of KLAC)                                |
| San Diego                | KGB-FM  | 101.5 FM                                                             |
| San Diego                | KLSD    | 1360 AM                                                              |
| Temecula, California     | KATY-FM | 101.3 FM                                                             |
| Yucca Valley, California | KNWH    | 1250 AM                                                              |
| Palm Springs, California | KNWZ    | 94.3 FM                                                              |
| Palmdale, California     | KAVL    | 610 AM                                                               |
| Victorville, California  | KMPS    | 910 AM                                                               |
| Las Vegas, Nevada        | KRLV    | 1340 AM                                                              |
| Imperial Valley          | KXO-FM  | 107.5 FM                                                             |

#### Espanhol
| Cidade                  | Sinal    | Freqüência |
| ----------------------- | -------- | ---------- |
| Los Angeles, Califórnia | KFWB     | 980 AM     |
| Tijuana, México         | XEXX-AM  | 1420 AM    |
| Mexicali, México        | XEHG     | 1370 AM    |
| Ensenada, México        | XHEPF-FM | 89.1 FM    |

## Música tema
A música tema dos Chargers, "San Diego Super Chargers", foi gravada em 1979 no auge do sucesso da equipe com Air Coryell, e tem um som distintamente disco. A equipe sob o então novo proprietário Alex Spanos substituiu a música em 1989 com uma versão cover não discoteca, mas a versão original foi revivida em 2002. A equipe tocou essa música em jogos caseiros após vitórias até a partida de San Diego. De tempos em tempos durante os destaques do NFL PrimeTime, Chris Berman e Tom Jackson da ESPN cantavam brevemente a primeira linha do refrão da música.